# Ficus uniglandulosa
Ficus uniglandulosa är en mullbärsväxtart som beskrevs av Nathaniel Wallich och Friedrich Anton Wilhelm Miquel. Ficus uniglandulosa ingår i släktet fikonsläktet, och familjen mullbärsväxter. Inga underarter finns listade i Catalogue of Life.